# Those Who Hunt Elves
Those Who Hunt Elves ou Os Caçadores de Elfas, também conhecido pela sua versão abreviada THWE, (エルフを狩るモノたち (Erufu wo Karumono-tachi)) é uma série de anime e mangá de gênero comédia/aventura, criado por Yu Yagami, e distribuído pela ADV Films. O anime está dividido em 2 temporadas, Those Who Hunt Elves e Those Who Hunt Elves II, cada uma com 12 episódios e com um intervalo de um ano na exibição entre a primeira e a segunda, no Japão. Na América Latina, foi transmitido pelo extinto canal da TV paga Locomotion, dublado em português e em espanhol, pelo estúdio Mastersound.

## Enredo
O enredo principal gira em torno de 4 personagens, três terráqueos vindos do Japão e uma feiticeira elfa nativa. A história começa quando a feiticeira elfa Célcia, invocando uma grande magia para derrotar uma poderosa bruxa, acaba trazendo 3 pessoas aleatórias da Terra para o seu planeta, onde vivem seres mágicos, dentre elfos e humanóides. Os terráqueos são: um homem karateka, uma mulher atriz, e uma jovem adoradora de armas de guerra. Quando ela vai refazer o feitiço para mandá-los de volta a Terra, o homem, chamado Junpei, fica puxando assunto com os sacerdotes presentes durante o ritual, fazendo-a se desconcentrar, o que causa o rompimento do feitiço do livro de magia dela em 5 partes, que se espalham pelo mundo. Então, Célcia diz que as 5 partes do feitiço acabaram grudarando no corpo de 5 elfas que estavam, de alguma forma, conectadas a ela naquele momento. Desde então, os três terráqueos decidem sair pelo mundo despindo as elfas em busca dos fragmentos do feitiço para poderem voltar à Terra, ficando conhecidos como "Os Caçadores de Elfas". Inicialmente, Célcia se opõe a essa prática e tenta impedí-los, mas acaba desistindo e juntando-se a eles, vendo que esta é a melhor solução para o problema.

### Desenvolvimento
A história dos três terráqueos junto a elfa se desenvolve como em animes do tema aventura. Desde que eles descobrem que precisam achar os fragmentos do feitiço (marcas negras presas nos corpos das elfas), ele saem por esse estranho mundo despindo elfas a cada cidade que entram. Entretanto, eles também sempre acabam por resolver um problema para a cidade, como derrotar monstros, terroristas, magos, resolver mistérios, casos sobrenaturais, e até ajudar elfas com problemas.

### Final
Apesar do anime ter 24 episódios, divididos em duas temporadas, o mesmo não possui um fim definido. Ao final da primeira temporada, quando eles reúnem os fragmentos, a magia dá errado novamente e o feitiço se distribui em muitos mais pedaços e se espalha novamente por corpos de elfas pelo mundo afora. E, no final da segunda temporada, Those Who Hunt Elves II, um grande mago preso no corpo de um menino, e em seguida de uma árvore, reúne todos os pedaços do feitiço, mas contrariando as expectativas, os espalha de novo agora dividido-o em mil partes. A segunda temporada termina, em termos, assim como a primeira, deixando "no ar" uma possível terceira temporada. Porém, a terceira temporada nunca foi lançada.

## A verdade no contexto do anime
A respeito do que é mostrado na série, muitos dos itens e símbolos correspondem à magia antiga e não apenas a itens fictícios. Provavelmente os autores e diretores da série fizeram uma pesquisa acerca do tema, ou já eram entusiastas deste antes de começarem o anime. Por exemplo, no episódio 3, no qual os protagonistas enfrentam esqueletos vivos, sobre a mesa de Célcia aparecem uma série de artigos de feitiçaria antiga, dentre eles pode-se reconhecer o Tridente de Paracélcio, um artefato construído e desenhado no século XVII que posteriormente foi gravado na obra magna de Eliphas Levi, Dogma e Ritual da Alta Magia, em 1855.

### O símbolo principal
O próprio símbolo que aparece na abertura da série se trata de um pentáculo conhecido como "Selo do Grimório do Papa Honório" estando contido no Enquirídio (enchiridion, livro ou manual) do Papa Honório, sendo esse um tratado de magia ritual tendo sido escrito provavelmente em 1232 por vários magos reunidos secretamente pelo Papa para compilarem um livro com as fórmulas mágicas, conjuras e orações conhecidas. Nesse símbolo pode-se observar a inscrição em francês: Obeissez a vos superieurs et leur soye soumis parce qu'ils.y prennent grade; iniciado e terminado com um símbolo característico do tradicional alfabeto fantástico dos hebreus.

## Personagens

### Os caçadores de Elfas
Junpei Ryuzouji (龍造寺淳平, Ryūzouji Junpei)
- Dublado por: Tomokazu Seki (japonês)

Um homem de 19 anos muito forte, bruto, de personalidade explosiva, aparentemente de baixa inteligência e faixa preta de karatê, com uma incrível força e habilidades de luta. Junpei são os músculos e o único homem da equipe. Entretanto, seu temperamento explosivo, sua maneira sempre bruta de dizer as coisas e sua queda por mulheres bonitas sempre o fazem acabar encontrando problemas. Ele está sempre brigando com Célcia, pois culpa essa por a sua situação de perdido em um mundo estrangeiro. É obcecado por curry e, em um determinado episódio, descobre-se que ele é obcecado também pelo heliocentrismo. Durante todo o anime ele vive repetindo que "odeia histórias de fantasia", pois durante a viagem em busca dos fragmentos do feitiço ele se depara com lobos falantes e várias outras situações que lembram as fábulas terrestres. É extremamente apaixonado pela Airi, a atriz do grupo, e parece que ele já a conhecia no Japão, pois ela é uma atriz famosa e muito habilidosa. Porém, entre uma briga e outra ele deixa escapar algum sentimento de forte afeição pela Célcia. Junpei carrega em sua carteira vários cartões de clubes dojos e uma camisinha escrito na capa "usar somente com Airi!". Em um episódio descobre-se que seu Q.I. é de cerca de 86.
Ritsuko Inoue (井上律子, Inoue Ritsuko)
- Dublado por:[Luciana Baroli (português), Yuko Miyamura (japonês)

Ritsuko é uma colegial de 16 anos especialista no uso de armas, estratégias e equipamentos militares. Durante todo o anime ela aparece vestida ou com o uniforme colegial japonês, com o qual apareceu no mundo de Célcia, ou com roupas militares, e dirige um tanque de guerra, que no decorrer do anime, é tomado pelo espírito de um gato. Apesar de seu grande amor pelos tópicos militares, Ritsuko também mostra no anime seu lado inocente e seu amor pelos animais. Durante um episódio, ela adota um bichinho do estranho mundo chamado Pichi e no episódio natalino ela diz ainda acreditar no Papai Noel, e descobre que ele realmente existe. Nesse episódio, também descobre-se que ela foi abandonada pelos pais. Embora ela lute destemidamente contra muitos magos, monstros e lutadores, em determinado episódio descobre-se que ela demonstra ter muito medo de fantasmas. Ritsuko carrega uma Heckler & Koch USP40, rifle G36C, rifle PSG1, uma faca de guerra, os rifles C4 e Colt M16A1. No anime, sabe-se que seu Q.I. é de 500 e que ela fala fluentemente inglês e alemão.
Airi Komiyama (小宮山愛理, Komiyama Airi)
- Dublado por: Michie Tomizawa (japonês)

Uma atriz de 24 anos, nascida nos Estados Unidos. Ela é aparentemente muito boa, pois consegue atuar em um nível que todos acreditam ser verdade; bonita, pois deixa vários homens encantados e usa sua beleza como arma; inteligente, por sempre estar à frente dos planos da equipe; e muito auto-controlada e madura, por sempre dominar suas emoções. Por ser extremamente talentosa, ela é de grande valia para a equipe nas situações que requerem mais astúcia do que força bruta. Airi tem a capacidade de avaliar rapidamente as situações e planejar uma eventual saída delas. Embora ciente do grande amor que Junpei dedica a ela, ela não aparenta ligar para isso, e usa essa situação como arma para controlar Junpei em ocasiões nas quais ele insiste em não colaborar. Apesar de tudo, Airi é uma pessoa afável e está sempre apoiando o resto da equipe com conselhos, ou gestos carinhosos quando é preciso. Airi usa quase sempre uma roupa com capa e ombreira, com a qual ela surgiu nesse mundo e que parece um figurino de uma peça, além de um kit de maquiagem, e uma espada, que parece fazer parte do figurino. No anime, descobre-se que seu Q.I. é de 450.
Mistress Celcia Marie Claire (セルシア・マリクレール, Serushia Marikurēru)
- Dublado por: Kotono Mitsuishi (japonês)

Célcia é a mestra superiora das elfas de seu mundo, e por um acidente na hora da invocação de uma magia, acaba trazendo 3 estrangeiros do planeta Terra para seu mundo, e se vê atada a eles para tentar mandá-los novamente para casa. Durante um episódio, por causa de uma magia, Célcia termina se transformando num cachorro e acaba ficando assim por muito tempo, e em Those Who Hunt Elves 2 ela fica como um panda. Célcia tem personalidade explosiva, é orgulhosa e muito descuidada. Apesar de ser a superior das elfas por ser a anciã, não tem mais de 29 anos e odeia quando a chamam de anciã. Ela vive em infinitas brigas e discussões com Junpei, porém no episódio quando ela tenta mandar Junpei e os outros para a Terra, ela acaba, de uma forma engraçada, chorando e declarando o seu amor por Junpei. Porém, novamente, a partir daí ela sempre nega esse amor e volta às rixas com ele. Durante o anime, Célcia é rejeitada pela opinião pública por ajudar os "demônios que caçam elfas" e é alvo de várias conspirações para prendê-la. Por isso, ela sempre se vê dividida entre a missão de ajudar os estrangeiros a voltar a seu mundo e a vergonha de ter que ajudá-los a despir as elfas para procurar marcas do feitiço em seus corpos. Célcia é uma personagem engraçada, cativante e tem um forte senso de justiça e amizade.
Mike (ミケ, Mike)
- Dublado por: Eriko Kawasaki

Mike é originalmente o espírito brincalhão de um gato que atormenta uma cidade por possuir e destruir objetos, e assustar as pessoas. Em um episódio, Os Caçadores de Elfas passam por essa cidade e acabam querendo ajudar durante a situação. Porém, depois de algumas tentativas de pegar esse espírito, ele acaba entrando no tanque de guerra japonês type 74 de Ritsuko e ficando preso a ele. Entretanto, o tanque estava sobre uma ponte de pedra que foi destruída, e o mesmo acaba caindo no rio. Ritsuko pula no tanque para salvá-lo e afunda com ele no rio. Então, corajosamente, o gato move o tanque para fora d'água e acaba por salvar Ritsuko. Desde então, Mike torna-se membro da equipe é amado por Ritsuko. Apesar de estar em um tanque de guerra, Mike conserva o comportamento de um gato comum, correndo atrás de ratos e fugindo de cachorros. Às vezes os habitantes do mundo veem um tanque miando fugindo desesperadamente de um cachorro, o que cria uma situação engraçada. Mike ajuda muito a equipe e consegue manejar sozinho o canhão do tanque, ajudando a destruir os inimigos.
Pichi (ピチちゃん, Pichi-chan)
- Dublado por: Tomoko Kawakami

Pichi (pronuncia-se Pití) é um pequeno animalzinho, à aparência de um ursinho branco que surge em um episódio em que Junpei está a procura de um banheiro. Junpei entra em uma cidade onde nenhum cidadão quer emprestar um pouco de papel higiênico. Após ficar apertado em níveis extraordinários (no anime inclusive aparece um gráfico do quanto apertado ele está), Junpei acha esses bichinhos macios e brancos e tenta pegá-los para se limpar usando os pobrezinhos. Porém, quando Junpei se aproxima deles, eles começam a esfregar o bumbum nele e este acredita que os bichos o estão usando como papel higiênico. Nervoso, Junpei chuta e se livra dos bichinhos e acaba por achar uma montanha de papel higiênicos e se alivia por ali. No final do episódio, Ritsuko adota o Pichi-chan, e descobre que aquela espécie demonstra o afeto esfregando o bumbum, e, para a surpresa e extremo nojo de Junpei, descobre também que esses bichinhos defecam papel higiênico, como o conhecemos na Terra, enrolado. Isso porque eles se alimentam apenas de folhas e seus intestinos tem um complexo sistema que acabam por processar a folha, transformá-la em papel e enrolar. Pichi é então adotado pela equipe e Junpei termina o episódio dizendo muito irritadamente: "Quer dizer que eu limpei minha porcaria com a porcaria deles?".

### Coadjuvantes
Annette (アネット, Anetto)
- Dublado por: Tomoko Kawakami (japonês)

Annette é uma elfa sacerdotisa de nível superior, subordinada à Célcia, que volta e meia aparece durante a aventura do grupo. Logo no começo da série, ela perde a sua admiração e confiança em Célcia por acreditar que esta traiu a classe das elfas ajudando os estrangeiros a despí-las. Então, ela tenta derrotar os Caçadores de Elfas usando uma invocação, mas o que ela consegue é apenas trazer muitos objetos da Terra para o mundo das elfas. Posteriormente, ela vê que o melhor jeito de mandar os estrangeiros embora é ajuda-los a encontrar os fragmentos.
Einal (エイナル, Einaru) & Beenal (ビイナル, Bīnaru)
- Dublados por, respectivamente: Motomu Kiyokawa e Chafūrin (japonês)
- São dois bispos idênticos, assistentes de Célcia. Às vezes discordam dela, dando dicas do caminho certo, às vezes concordam com ela e a ajudam. Eles têm personalidade cômica

## Episódios

### Primeira temporada
| Those Who Hunt Elves | Those Who Hunt Elves                                                                         | Those Who Hunt Elves         | Those Who Hunt Elves      |
| Episódio             | Título                                                                                       | Tradução                     | Exibição Original (Japão) |
| -------------------- | -------------------------------------------------------------------------------------------- | ---------------------------- | ------------------------- |
| 1                    | "Those Who Hunt Elves Attack" "Raishū! Erufu wo karu mono-tachi" (来襲!エルフを狩るモノたち) | Os caçadores de Elfas Atacam | 3 de outubro de 1996      |

- A equipe é tida pelos cidadãos de uma cidade como um grupo de "legendários guerreiros" que estavam nas profecias da cidade e que iriam aparecer quando a vila estivesse em perigo. Exatamente, a vila estava tomada por piratas saqueadores tubarões humanóides que queriam a elfa, Emily, da cidade pelo seu poder de falar com os ventos. Após salvar a vila eles despem a elfa que se esconde numa caverna e fica gritando que eles não eram os lendários guerreiros.

| 2 | "An Invincible Team is Formed" "Tanjō! Muteki no paatii" (誕生!無敵のパーティー) | Um invecível time é formado. | 10 de outubro de 1996 |

- Célcia se junta à equipe depois de um ataque de uma elfa feiticeira, Gabrielle, muito poderosa aos caçadores. Nesse episódio Célcia se transforma em um cachorro para tentar convencer os caçadores a desistirem do seu plano de despir elfas. Porém, quando ela descobre o fragmento do feitiço em Gabrielle e o suga para seu corpo, que estava em forma de cachorro, ela fica impedida pelo fragmento de voltar a sua forma original tendo de permanecer como um cachorro.

| 3 | "The Red One or the Blue One?" "Sentaku! Aka to ao no hiyaku" (選択!赤と青の秘薬) | O frasco azul ou o vermelho? | 17 de outubro de 1996 |

- A equipe chega a uma cidade onde terroristas esqueletos estavam fazendo muitos ataques. A chefe da polícia da cidade, uma elfa, prende Junpei, por ele estar usando uma camisa com uma caveira, o símbolo dos terroristas e depois descobre que ele não pertencia ao bando. Então, Junpei tenta despir a elfa e eles acabam fazendo um trato que se os Caçadores de Elfas conseguirem derrotar os terroristas ela iria se despir. Eles vencem mas a elfa os engana dando um líquido que os faz esmoecer. Porém, surge um esqueleto gigante e a elfa pega dois frascos da magia da Célcia, um contendo uma magia poderosa que fortalece quem a toma e o outro um líquido que faz crescer. Graças a atuação de Airi, a elfa toma o conteúdo do frasco errado, no que se transforma em gigante, derrota o esqueleto com apenas um chute, e os Caçadores conseguem observar o corpo dela e verificar que ela não tem fragmentos.

| 4 | "The Search for the 1000th Fighter" "Hisshitsu! Sen hito-me wo nerae" (必殺!1000人目をねらえ) | A busca pelo milésimo lutador | 24 de outubro de 1996 |

- Rappier, uma elfa lutadora com uma marca nas costas que se assemelha a um fragmento do feitiço aparece. Ela carrega uma maldição que apenas desaparecerá quando ela derrotar, sem perder, o milésimo lutador. Junpei aparece como seu milésimo adversário, e propõe que se ela perder ela se desnude para ele ver se em seu corpo tem algum fragmento do feitiço. Junpei a derrota, ela aprende a lição de perder e a maldição some, sendo esse o verdadeiro objetivo da maldição.

| 5 | "The Addition of the Fifth Fiend" "Tsuika! Go-ban-me no nakama" (追加!五番目の仲魔) | O acréscimo do quinto demônio | 31 de outubro de 1996 |

- O reservatório do tanque de guerra de Ritsuko fica vazio em uma cidade aterrorizado pelo espírito de um falecido gato que pode possuir objetos inanimados. Os caçadores ajudam a cidade e o espírito do gato acaba tomando o tanque de guerra, entrando assim para a equipe.

| 6 | "The Most Horrible Spell of All Time" "Senritsu! Shijou saiaku jumon" (戦慄!史上最悪の呪文) | O mais terrível feitiço de todos os tempos | 7 de novembro de 1996 |

- A jovem alta sacerdotisa Anette fica frustrada com a Célcia por ela apoiar os "depidores" de elfas, e tenta, atrvés de um poderosíssimo feitiço, acabar com os caçadores de elfas de uma vez por todas. Porém, esse feitiço apenas trás para o mundo das elfas uma montanha de objetos do Japão. Então, pela primeira vez, a Célcia explica que foi esse mesmo feitiço, com o qual ela tentou derrotar um terrível mago, Luffard, que trouxe os três do Japão.

| 7 | "Catch Me in a Field of Flowers" "Kyoufu! Ohanabatake de tsukamaete" (恐怖!お花畑でつかまえて) | Pegue-me em um campo de flores | 14 de novembro de 1996 |

- Os caçadores de elfas param em uma mansão abandonada para pernoitarem e se protegerem da chuva. Porém, durante a noite eles descobrem que a mansão é mal-assombrada e criam situações muito engraçadas com seu medo. Mais a frente, eles descobrem que os fantasmas na verdade eram pequenas elfas-flores que tentavam afastar os viajantes para que essses não tomassem a mansão em cujo jardim elas moravam. No fim do episódio eles descobrem que uma das elfas-flores, a mais irritada e engraçada, possuía um fragmento do feitiço e recuperam esse fragmento.

| 8 | "To The End of This World and Beyond" "Rinjuu? Anoyo no hate ma demo" (臨終?あの世の果てまでも) | Para o fim deste mundo e mais além | 21 de novembro de 1996 |

- Para poder despir uma elfa-espírito, os caçadores de elfas tomam um liquído para projetaram seus espíritos, ação conhecida como projeção astral. Em espírito eles, com muitas dificuldades, conseguem despir a elfa e não encontram o fragmento procurado. Entretanto, enquanto estavam em espíritos, seus corpos inanimados são encontrados por uma elfa-freira que reconheceu-os como os Caçadores de Elfas, e dizendo que eles eram suicídas, coloca seus corpos no cremador. Ao perceber isso, os Caçadores de Elfas tentam de todo modo tirar seus corpos do cremador, e depois de animar objetos e atirar contra a freira conseguem recuperar seus corpos. Depois de se esfriarem no lago, eles despem a freira para ver se ela também possuía algum fragmento.

| 9 | "Let The Maiden Dance in Beauty" "Kandō! Kimi yo utsukushiku mae" (感動!君よ美しく舞え) | Deixe a donzela dançar belamente | 28 de novembro de 1996 |

- Airi ensina Coreena, uma elfa orfã, pobre e entregadora de flores, a dançar e a ajuda com as etiquetas para que ela possa ir a um baile real. No baile, os Caçadores de Elfas entram e despem todas as elfas, inclusive Coreena que acaba coberta pelo príncipe e dançando com ele.

| 10 | "The Elf Who Couldn't Undress" "Higeki! Datsu gitai erufu" (悲劇!脱ぎたいエルフ) | A elfa que não podia ser despida | 5 de dezembro de 1996 |

- Isolada em uma floresta, os Caçadores de Elfas encontram uma elfa com uma armadura. Por ser uma elfa eles tentam despi-la, mas todos os ataques contra a armadora se tornam ineficazes. A elfa então lhes conta que ela vestiu aquela armadura encantada para derrotar um monstro da aldeia e a armadura possui um feitiço que quem a veste não consegue tirar. Como a armadura tinha duas espadas na mão ela acaba por ser expulsa da cidade por cortar tudo o que tenta tocar. O vô desta elfa oferece um prêmio para os caçadores se eles conseguirem despir a elfa. Cada um usa suas habilidades mas tudo é em vão. Depois de perguntar qual era o prêmio, eles descobrem que este é uma poção mágina que faz despir qualquer elfa. Então, depois de espancar o velhinho, eles dão o líquido para a elfa que finalmente consegue ficar nua. No fim do episódio, quando estão indo embora, eles vêm a elfa novamente vestida com a armadura e ela lher conta que ela vestiu novamente a armadura, pois achava que já tinha se tornado parte do corpo dela e sentiu falta dela. Assim, eles seguem seu caminho felizes por terem ajudado mais uma elfa.

| 11 | "No Tomorrows for The Captured" "Gyukushuu! Ogen-tachi ni myounichi hanai" (逆襲!お前たちに明日はない) | Sem amanhã para os capturados | 12 de dezembro de 1996 |

- Enquanto objetos terraqueos misteriosamente aparecem no mundo das elfas, uma conspiração tenta capturar os Caçadores de Elfas. Um juiz aparece e pede para Célcia entregar seus amigos em troca d um pena mais leve. Célcia não entrega e juiz faz uma magia que invoca seres de barro que são cópias idênticas dos Caçadores de Elfa. As cópias possuem inclusive as mesmas habilidades. Após uma luta intensa, Juanpei entra na frente de um poste que iria cair na Célcia e cai desfalecido sangrando. Célcia então desiste da luta e se entrega ao Juiz. Durante o Airi descobre que a presença de terráqueos no mundo das elfas está fundindo os dois mundo, o que pode resultar na destruição desses.

| 12 | "And Yet Those Who Still Hunt Elves" "Soshite erufu wo karu mono-tachi" (そしてエルフを狩るモノたち) | E os que ainda caçam elfas | 19 de dezembro de 1996 |

- Os Caçadores de Elfas são capturados e levados a um tribunal. No tribunal todas as elfas que eles despiram durante os episódios reaparecem acusando-os e pedindo sua punição. Porém, a Anette, fazendo papel de advogada, defende os Caçadores de Elfas dizendo em cada caso de elfa despida, eles ajudaram uma elfa ou uma cidade. Depois disso, Airi demostra, apontando objetos terráqueos desconhecidos das elfas que estavam na sala, que os dois mundos estão se fundindo e que eles precisam urgentemente capturar as elfas. A justiça então decreta que eles deveriam ser expulsos do mundo, e para tanto deveriam voltar a caçar elfas. Sendo assim, eles, quando iam despir a juíza eles descobrem o último fragmento em seu pé. Porém, quando Célcia estava terminando o feitiço e enviando os Caçadores para o Japão, Junpei consegue irritar a Célcia perguntando se ela não deveria ficar nua para o feitiço funcionar, e o feitiço é desfeito quebrando-se novamente em diversos pedaços e se dividindo pelo mundo. Novamente eles têm que voltar a caçar elfas, porém agora com a atorização da justiça daquele mundo.

### Segunda temporada
| Those Who Hunt Elves II | Those Who Hunt Elves II                                                   | Those Who Hunt Elves II  | Those Who Hunt Elves II   |
| Episódio                | Título                                                                    | Tradução                 | Exibição Original (Japão) |
| ----------------------- | ------------------------------------------------------------------------- | ------------------------ | ------------------------- |
| 1                       | "Those Who Fish Elves" "Erufu wo tsuru mono-tachi" (エルフを釣るモノたち) | Aqueles que pescam elfas | 1 de outubro de 1997      |

- Célcia tem um sonho de elfas precisando de ajuda e, de passagem por uma praia, ela reconhece a paisagem da praia como a de seu sonho. Entrando no mar, eles descobrem um portal e saem em uma dimensão com elfas-sereias que estavam sendo atacadas por um tubarão. As elfas dizem ter feito contato com célcia através do sonho. Com a ajuda de Junpei e de Mike, eles conseguem retirar o tubarão e, como recompensa, as elfas se despem e eles encontram o primeiro fragmento do feitiço dessa temporada.

| 2 | "Those Who Wipe" "Fuki-tai mono-tachi" (フキたいモノたち) | Aqueles que limpam | 1 de outubro de 1997 |

- Os Caçadores de Elfas chegam a uma cidade famosa por manter guardada um segredo. Junpei está apertdo para ir ao banheiro e procura por qualquer coisa que lembre papel-higiênico. Mas, em todo lugar que ele entra parece haver uma conspiração e ninguém quer lhe emprestar um banheiro. Ao final do episódio, Junpei descobre uma montanha de papel higiênico. Esse papel higiênico era feito por úma espécie de ursinho e esse era o segredo da cidade. Junpei usa o papel e um ursinho desta espécie entra para a equipe.

| 3 | "Those Who Have Been Animal Cursed" "Noruwaretakke? Mono-tachi" (呪われたっケ?モノたち) | Aqueles que foram transformados em animais | 15 de outubro de 1997 |

| 4 | "Those Who Manipulate Heaven and Earth" "Tentochi wo ayatsuru mono-tachi" (天と地を操るモノたち) | Aqueles que manipulam o Céu e a Terra | 22 de outubro de 1997 |

| 5 | "Those Who Bean" "Mame nihamaru mono-tachi" (マメにはまるモノたち) | Aqueles que pegam ervlhas | 29 de outubro de 1997 |

| 6 | "Those Who Are Entrapped" "Damasareru mono-tachi" (騙されるモノたち) | Aqueles são enganados | 5 de novembro de 1997 |

| 7 | "Those Who Hunt Wolves" "Urufu wo karu mono-tachi" (ウルフを狩るモノたち) | Aqueles que caçam lobos | 12 de novembro de 1997 |

| 8 | "Those Who Protect Elves Sometimes" "Tokiniha erufu wo mamoru mono-tachi" (時にはエルフを守るモノたち) | Aqueles que às vezes protegem elfas | 19 de novembro de 1997 |

| 9 | "Those Who Wait for Noel" "Noeru wo matsu mono-tachi" (ノエルを待つモノたち) | Aqueles que esperam o Noel | 26 de novembro de 1997 |

| 10 | "Those Who Fight for the Spotlight" "Shuyaku wo arasou mono-tachi" (主役を争うモノたち) | Aqueles que batalham pelo papel principal | 3 de dezembro de 1997 |

| 11 | "Those Who Dream" "Yumemiru mono-tachi" (夢見るモノたち) | Aqueles que sonham | 10 de dezembro de 1997 |

| 12 | "Those Who Still Hunt Elves" "Yappari erufu wo karu mono-tachi" (やっぱりエルフを狩るモノたち) | Aqueles que ainda caçam elfas | 24 de dezembro de 1997 |

### Continuação
Os autores decidiram retomar com o mangá que receberá um terceiro arco que se tornará a terceira e provavelmente última temporada do anime.[carece de fontes?]

## Trilha sonora

### Primeira temporada
Abertura
- Angel Blue
Letra: Naoko Hamasaki
Composição e melodia: Chihiro Kiryu
Vocal: Naoko Hamasaki

Encerramento
- 天才は最後にやってくる (Tensai wa saigo ni yattekuru; O Gênio Vem no Final)
Letra: Natsumi Tadano
Composição e melodia: Hideki Tsutsumi
Vocal: Naoko Hamasaki

### Segunda temporada
Abertura
- "Round11"
Letra: Naoko Hamasaki
Composição e melodia: Chihiro Kiryu
Vocal: Naoko Hamasaki

Encerramento
- 奇跡の向こう側へ (Kiseki no mukō gawa e; Pala um lugar além dos milagres)
Letra: Natsumi Tadano
Composição e melodia: Hideki Tsutsumi
Vocal: Naoko Hamasaki